# Meghalsz újra!
A Meghalsz újra! (eredeti cím: Dead Again) Kenneth Branagh 1991-es, első amerikai rendezésű filmje, melyben a főszerepet is magára osztotta. Partnere akkori felesége, Emma Thompson volt.

## Történet
|  | Alább a cselekmény részletei következnek! |

Mike Church egy jó nevű magándetektív, aki legeslegjobban az eltűnt emberek felkutatásához ért. Azonban most nagyon szokatlan feladat elé állítják, mert a kuncsaft, Amanda Sharp megvan, csak az emlékei vesztek el, Churchnek a nő múltját kell megtalálnia. A magándetektív munkáját Dr. Cozy Carlisle, a pszichológus és Franklyn Madson hipnotizőr is segíti. A nyomozás szálai egy sok évvel korábbi bűncselekményhez vezetnek vissza, melyben egy zeneszerzőt ítéltek halálra a felesége meggyilkolása miatt. Minél jobban halad előre Church a nyomozásban, annál jobban mosódik össze múlt és jelen.
|  | Itt a vége a cselekmény részletezésének! |

## Szereposztás
| Szerep                          | Színész         | Magyar hangja   |
| ------------------------------- | --------------- | --------------- |
| Mike Church / Roman Strauss     | Kenneth Branagh | Gergely Róbert  |
| Amanda Sharp / Margaret Strauss | Emma Thompson   | Kovács Nóra     |
| Gray Baker                      | Andy García     | Felföldi László |
| Dr. Cozy Carlisle               | Robin Williams  | Tordy Géza      |
| Franklyn Madson                 | Derek Jacobi    | Sinkó László    |
| Doug                            | Campbell Scott  | Fazekas István  |
| Constance nővér                 | Lois Hall       | Erdélyi Mária   |
| Timothy atya                    | Richard Easton  | Gruber Hugó     |
| Inga                            | Hanna Schygulla | Varga Mária     |

## Kritikai fogadtatás
A Berlini Nemzetközi Filmfesztiválon Branagh-t Arany Medvére jelölték, mint legjobb rendezőt. A színészek közül elsősorban Sir Derek Jacobi játékát emelték ki.